# Errevet
Errevet település Franciaországban, Haute-Saône megyében. Lakosainak száma 258 fő (2022. január 1.). Errevet Lachapelle-sous-Chaux, Frahier-et-Chatebier, Plancher-Bas és Évette-Salbert községekkel határos.

## Népesség
A település népességének változása:
| Lakosok száma | 254  | 251  | 262  | 248  | 247  | 244  | 242  | 246  | 258  |
|               | 2013 | 2015 | 2016 | 2017 | 2018 | 2019 | 2020 | 2021 | 2022 |